# Drosophila obscura (artundergrupp)

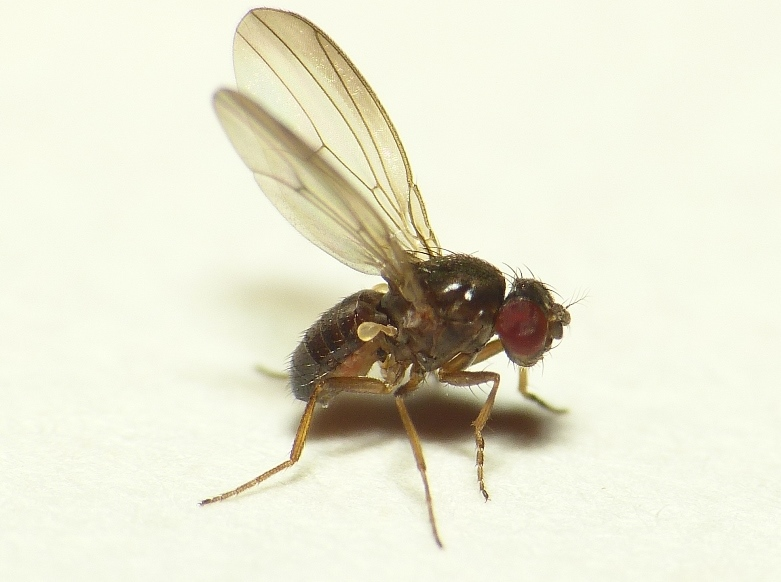
Drosophila tristis.

Drosophila obscura är en artundergrupp som innehåller 19 arter. Artundergruppen ingår i släktet Drosophila, undersläktet Sophophora och artgruppen Drosophila obscura.

## Lista över arter i artundergruppen
- Drosophila ambigua
- Drosophila bifasciata
- Drosophila cariouae
- Drosophila dianensis
- Drosophila eniwae
- Drosophila epiobscura
- Drosophila eskoi
- Drosophila frolovae
- Drosophila hideakii
- Drosophila hypercephala
- Drosophila imaii
- Drosophila krimbasi
- Drosophila limingi
- Drosophila obscura
- Drosophila quadrangula
- Drosophila solstitialis
- Drosophila subobscura
- Drosophila tristis
- Drosophila tsukubaensis